# تشارلز فوكس
تشارلز فوكس (بالإنجليزية: Charles Fox)‏ (5 ديسمبر 1858 في الهند - 1 أبريل 1901) هو لاعب كريكت بريطاني (وحمل سابقاً جنسية المملكة المتحدة لبريطانيا العظمى وأيرلندا).

## وصلات خارجية
- تشارلز فوكس على موقع إي آس بي آن كريك إنفو (الإنجليزية)